# ایلگین
ایلگین (به ترکی استانبولی: Ilgın) شهری است در کشور ترکیه که در استان قونیه واقع شده‌است. جمعیت این شهر بر اساس سرشماری سال ۲۰۰۸ میلادی ۳۰٬۸۹۲ نفر و بر اساس برآوردهای سال ۲۰۰۹ میلادی ۳۰٬۶۰۶ نفر می‌باشد.